# Phakopsora cingens
Phakopsora cingens är en svampart som först beskrevs av Syd. & P. Syd., och fick sitt nu gällande namn av Hirats. 1936. Phakopsora cingens ingår i släktet Phakopsora och familjen Phakopsoraceae.   Inga underarter finns listade i Catalogue of Life.